# Mouvement des communistes unitaires
Le Mouvement des communistes unitaires (Movimento dei Comunisti Unitari, MCU) est un ancien parti politique italien de tendance communiste, fondé en juin 1995 par d'anciens membres du Parti de la refondation communiste, pour la plupart issus de l'ancien Parti d'unité prolétarienne pour le communisme.
Les fondateurs du MCU sont les députés du PRC qui soutiennent le gouvernement conduit par Lamberto Dini. Lors des élections de 1996, le MCU figure sur des listes d'alliance avec le Parti démocratique de la gauche. En 1998, il fusionne avec ce dernier et plusieurs petits partis de gauche modérée pour donner naissance aux Démocrates de gauche.